# Elizabeth Christ Trump
Elizabeth Christ Trump (nascida Elizabeth Marie Christ; Kallstadt, 10 de outubro de 1880 – Manhasset, 6 de junho de 1966) foi uma empresária norte-americana de origem alemã, matriarca da Família Trump. Ela casou com Frederick Trump em Kallstadt em 1902, com quem teve uma filha e dois filhos. A morte prematura de seu marido em 1918 exigiu que fosse ela a gerenciar as suas propriedades, a fim de sustentar a família. Ela fundou a empresa de desenvolvimento imobiliário Elizabeth Trump & Son com seu filho Fred. A empresa, agora conhecida como The Trump Organization, é atualmente propriedade gerida por seu neto, Donald Trump, o 45.º e 47º. presidente dos Estados Unidos. Seus bisnetos, Donald Trump Jr. e Eric Trump são administradores da empresa familiar durante a presidência de seu pai.

## Fotos

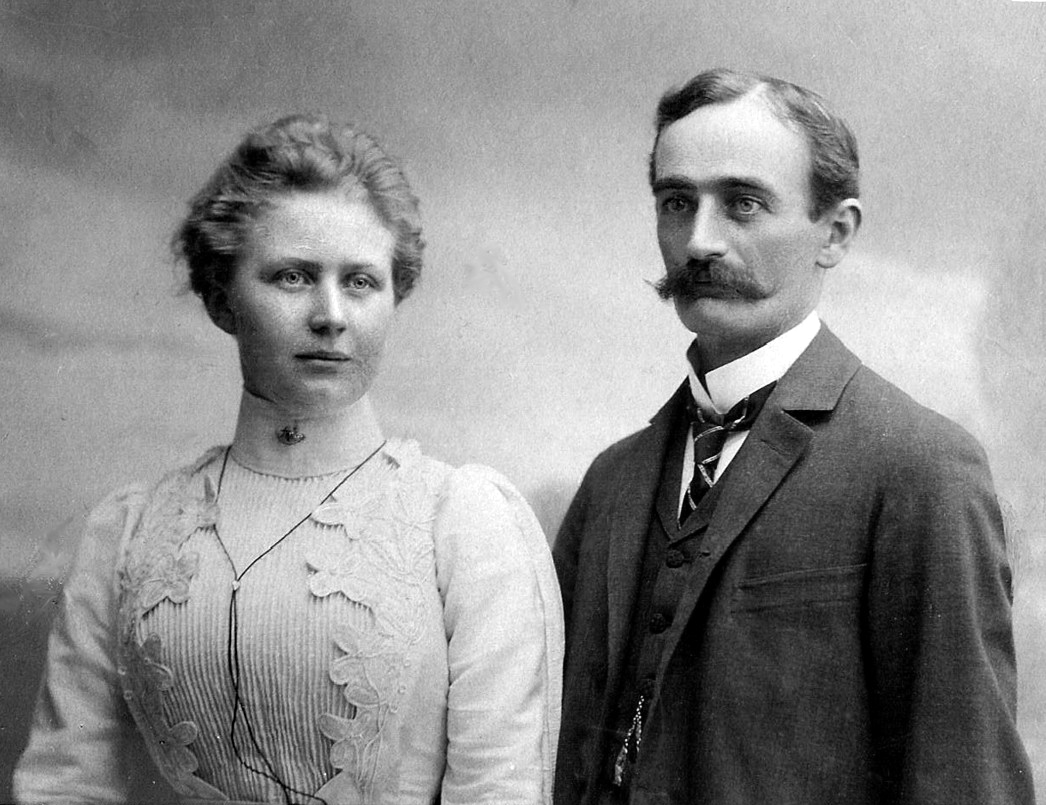
Elisabeth Christ e Frederick Trump